# おと・な・り
『おと・な・り』は、2009年5月16日に公開された日本映画。主演はV6の岡田准一。

## 概要
タイトルは「お隣り」であり、音が鳴るという意味の「音鳴り」でもある。
実際には「おと　な　　り」文字同士の間に空白1つと2つが入る。
キャッチコピーは「初めて好きになったのは、あなたが生きている音でした。」
撮影は東京都国分寺市にある花屋で行われた。
ストーリーに絡む挿入歌にはっぴいえんどの「風をあつめて」が採用されている。

## キャスト
- 野島聡：岡田准一
- 登川七緒：麻生久美子
- 上田茜：谷村美月
- 氷室肇：岡田義徳
- SHINGO：池内博之
- 平川由加里：市川実日子
- 雅子：とよた真帆
- 荒木社長：平田満
- 喫茶店マスター・堀：森本レオ
- アテレコで出演：西口有香
- 七緒の父：辻萬長

## スタッフ
- 監督：熊澤尚人
- 脚本：まなべゆきこ
- 音楽：安川午朗
- 挿入歌：はっぴいえんど「風をあつめて」
- 製作・配給：ジェイ・ストーム